# NGC 4110
NGC 4110 é uma galáxia espiral barrada (SBb) localizada na direcção da constelação de Coma Berenices. Possui uma declinação de +18° 31' 55" e uma ascensão recta de 12 horas, 07 minutos e 03,4 segundos.
A galáxia NGC 4110 foi descoberta em 1 de Abril de 1848 por William Parsons.